# Gulitzen
Gulitzen je naselje v Občini Micheldorf v Okraju Šentvid ob Glini na Koroškem v Avstriji.